# 勇往直前偵探團 霸惡怒組
勇往直前偵探團 霸惡怒組（日语： Omoikkiri Tanteidan Bādogumi）是1987年1月11日至同年12月27日在富士电视台放送。東映不思議戲劇系列的第7作。全50話。

## 解説
是前作『大口大口的少爺君』改编的新少年偵探團作品。

## 人员
导演: 岡本明久、村山新治、佐伯孚治、坂本太郎、近藤杉雄、辻野正人
编剧: 浦沢義雄、掛札昌裕、江連卓、大原清秀、中島信昭、辻野正人

## 演员
雨笠利幸
中島義実
渡辺博貴
上野めぐみ
石井孝明

## 脚注
1. ↑  全怪獣怪人 下 1990，第406頁.
2. ↑  . . Gakken Mook. Gakken. 2013-09-10: 88 – 89. ISBN 978-4-05-610166-9.